# واتسلاو لوهنیسکی
واتسلاو لوهنیسکی (چکی: Václav Lohniský؛ ۵ نوامبر ۱۹۲۰ – ۱۸ فوریهٔ ۱۹۸۰) بازیگر اهل جمهوری چک بود.
از فیلم‌ها یا برنامه‌های تلویزیونی که وی در آن نقش داشته است، می‌توان به آدلا هنوز شام نخورده، اگر یک‌هزار کلارینت، پتک جادوگران و سیل اشاره کرد.